# Meet Me in Montenegro
Pour plus de détails, voir Fiche technique et Distribution.
Meet Me in Montenegro est un film germano-américain réalisé par Alex Holdridge (en), coécrit avec Linnea Saasen, et sorti en 2014.

## Synopsis
Deux ex-amants, Lina, une danseuse norvégienne, et Anderson, un cinéaste américain, se retrouvent par hasard au cours d'une visite à Berlin de seulement 48 heures. Leur flamme est vite ravivée, en dépit du fait qu'ils ont tous deux tracé des chemins différents.

## Distribution
- Rupert Friend : Stephen
- Jennifer Ulrich : Federieke
- Alex Holdridge : Anderson
- Linnea Saasen : Lina
- Deborah Ann Woll : Kristen
- Stuart Manashil
- Ben Braun
- Mia Jacobs
- Lehna Ehlers
- Twink Caplan

## Tournage
Le film a été tourné entre octobre 2011 et octobre 2013 et est en post-production. Il a été tourné à Berlin, Los Angeles, Londres et au Monténégro.

## Distinctions

### Nominations et sélections
- Festival international du film de Toronto 2014 : sélection « Contemporary World Cinema »